# Rômulo Arantes
Rômulo Arantes (Brasil, 12 de junio de 1957 - 10 de junio de 2000) fue un nadador brasileño especializado en pruebas de estilo espalda, donde consiguió ser medallista de bronce mundial en 1978 en los 100 metros estilo espalda.

## Carrera deportiva
En el Campeonato Mundial de Natación de 1978 celebrado en Berlín (Alemania), ganó la medalla de bronce en los 100 metros estilo espalda, con un tiempo de 58.01 segundos, tras los nadadores estadounidenses Bob Jackson  (oro con 56.36 segundos) y Peter Rocca  (plata con 56.69 segundos).
Participó en 3 Juegos Olímpicos: 1972, 1976 y 1980, y en los Juegos Panamericanos de 1975 y 1979.
Arantes falleció el 10 de junio de 2000, cuando el avión ultraliviano que el mismo piloteaba se estrello a pocos minutos de despegar desde Maripá de Minas, en Minas Gerais. 